# 鮭延未可
鮭延 未可（さけのべ みか、1975年4月21日 - ）は、日本の元女性声優。山形県出身。最終所属は尾木プロ THE NEXT。

## 人物
趣味はスキー、アクセサリー作り。特技はダンス、日本舞踊、マッサージ、書道（二段）。

## 出演

### テレビアニメ
1997年
- ケロケロちゃいむ（助手）
- るろうに剣心 -明治剣客浪漫譚-（詩織）

1999年
- ビックリマン2000（マオマオ、フィー、愛助コーラル）
- メダロット（書記、カルア、メダメイド）

2000年
- こちら葛飾区亀有公園前派出所（2000年 - 2004年、擬宝珠蜜柑、女の子、赤ちゃん、エンジェル隊員、ノリコ 他）
- 遊☆戯☆王デュエルモンスターズ（川井静香）

2001年
- しあわせソウのオコジョさん（2001年 - 2002年、コジョルー、女子大生、ちょろりの母）

2002年
- 真・女神転生Dチルドレン ライト&ダーク（インプ、レナ〈回想〉）
- テニスの王子様（タマコ）
- 満月をさがして（女子高生、女の子、夏美、美由、エミ）

2003年
- R.O.D -THE TV-（ウェンディ・イアハート）

2004年
- Get Ride! アムドライバー（ジュリ・ブルーム、アンディ・バド）
- 遊☆戯☆王デュエルモンスターズGX（恋する乙女）

2005年
- アイシールド21（若菜小春、美女、生徒）
- おねがいマイメロディ（ミコたん）
- 絶対少年（少年A）

2006年
- おねがいマイメロディ 〜くるくるシャッフル!〜（千佳先生）
- 吟遊黙示録マイネリーベwieder（ローザ）
- 人造昆虫カブトボーグ V×V（2006年 - 2007年、観音寺紀子、龍昇リンリン、子供）
- はぴねす!（生徒）
- 妖怪人間ベム -HUMANOID MONSTER BEM-（女子生徒、ナース）

2007年
- おねがいマイメロディ すっきり♪（千佳先生、ミコたん）

2008年
- ヴァンパイア騎士 Guilty（女子寮長）
- 遊☆戯☆王5D's（ジェシカ）

2009年
- クッキンアイドル アイ!マイ!まいん!（スタッフ、女の子、ねね、トモのママ、司会者、ネコ）
- 毎日かあさん（角田先生、タイママ、ウェイトレス、まきくん、フライトアテンダント）

### OVA
- R.O.D -READ OR DIE-（2001年、ウェンディ・イアハート）

### 劇場アニメ
- るろうに剣心 -明治剣客浪漫譚- 維新志士への鎮魂歌（1997年）
- 秒速5センチメートル（2007年）
- アジール・セッション（2009年、チュンコ[3]）

### ゲーム
- 機甲兵団 J-PHOENIX（2001年、シュキ・オールティー）
- 探偵学園Q 奇翁館の殺意（2003年、漆坂千尋、漆坂英美香）
- テニスの王子様SWEAT & TEARS 2（2003年、女子主人公）
- テニスの王子様 RUSH&DREAM!（2004年、女子主人公）
- 遊☆戯☆王デュエルモンスターズGX タッグフォース（2006年、一般女子生徒）
- 遊☆戯☆王デュエルモンスターズGX タッグフォース2（2007年、一般女子生徒）
- 遊☆戯☆王デュエルモンスターズGX タッグフォース3（2008年、一般女子生徒）
- 遊☆戯☆王ファイブディーズ タッグフォース4（2009年、宇佐美彰子、メイ喜多嬉、海野幸子）
- 遊☆戯☆王ファイブディーズ タッグフォース5（2010年、一般キャラクター）
- 遊☆戯☆王ファイブディーズ タッグフォース6（2011年、一般キャラクター）

### CD
- コジョピーのうた/ぽかぽかコジョルー（しあわせソウのオコジョさん ED2）

### パチスロ
- パチスロ スパイガール（スコール、ニコラ）